# Defensina
As defensinas são pequenas proteínas catiónicas, ricas em cisteína, que podem ser encontradas nos fagócitos dos vertebrados e que são activos contra bactérias, fungos e vírus envelopados. A maioria das defensinas funcionam através da penetração na membrana celular através de atracção eléctrica. Uma vez embebidas na membrana, formam um poro através do qual o material eflui.
A sua libertação é mediada por:
- Sinais microbianos
- Sinais desenvolvimentais
- Citocinas
- Sinais neuro-endócrinos.
Nesse contexto, uma imunodeficiência possível que resulta na redução na produção de defensinas é a Síndrome de Crohn. Essa doença provoca uma inflamação exacerbada do tecido intestinal, ela pode ser autoimune ou reação por patógeno, sua redução nas defensinas impedem o combate efetivo a patógenos (aumento das lesões no tecido). Inclusive, existem alguns estudos que mostra que paciente que tem diabetes autoimune são pacientes que tem deficiência ou alguma alteração dos receptores do tipo NOD.
Quando não há o combate aos patógenos intestinais, esses conseguem penetrar na circulação sanguínea, migrando pelo corpo, até atingirem o pâncreas, causando lesões teciduais nas ilhotas pancreáticas, expondo elas como antígenos, causando uma autoimunidade e a, consequente, diabetes tipo I

## Tipos
- α Defensinas: Neutrófilos (HNP1, HNP2, HNP3 e HNP4) e células de Paneth (HD5 e HD6)
- β Defensinas: Células epiteliais (HBD1 e HBD2)
- Θ Defensinas